# Kulp (Meteorit)
Kulp ist ein Steinmeteorit von 3,72 Kilogramm Gewicht, der in Armenien gefunden wurde und zu den H6-Chondriten gezählt wird.
Koordinaten: 41° 7′ 0″ N, 45° 0′ 0″ O
Der Meteorit fiel im Jahr 1906 in der Nähe des Ortes Kulp auf die Erde, südlich des Ortes Jujewan in der Provinz Tawusch im Nordosten Armeniens. Der Fall wurde beobachtet. Es gibt nur zwei Meteoriten mit Eigennamen, die in Armenien gefunden wurden, Kulp und der 1911 oder 1912 gefallene Meteorit Erevan, der circa 100 Kilometer südwestlich von Kulp entdeckt wurde.
Kulp ist ein gewöhnlicher Chondrit. Chondriten sind Steinmeteoriten mit Einschlüssen von Mineralen. Kulp hat einen hohen Eisenanteil, weswegen er als H-Chondrit kategorisiert wird. Dass die Einschlüsse recht undeutlich sind lässt darauf schließen, dass er Temperaturen von über 950 °C ausgesetzt worden war, deshalb die Kategorisierung H6.